# 앨런 쿠퍼

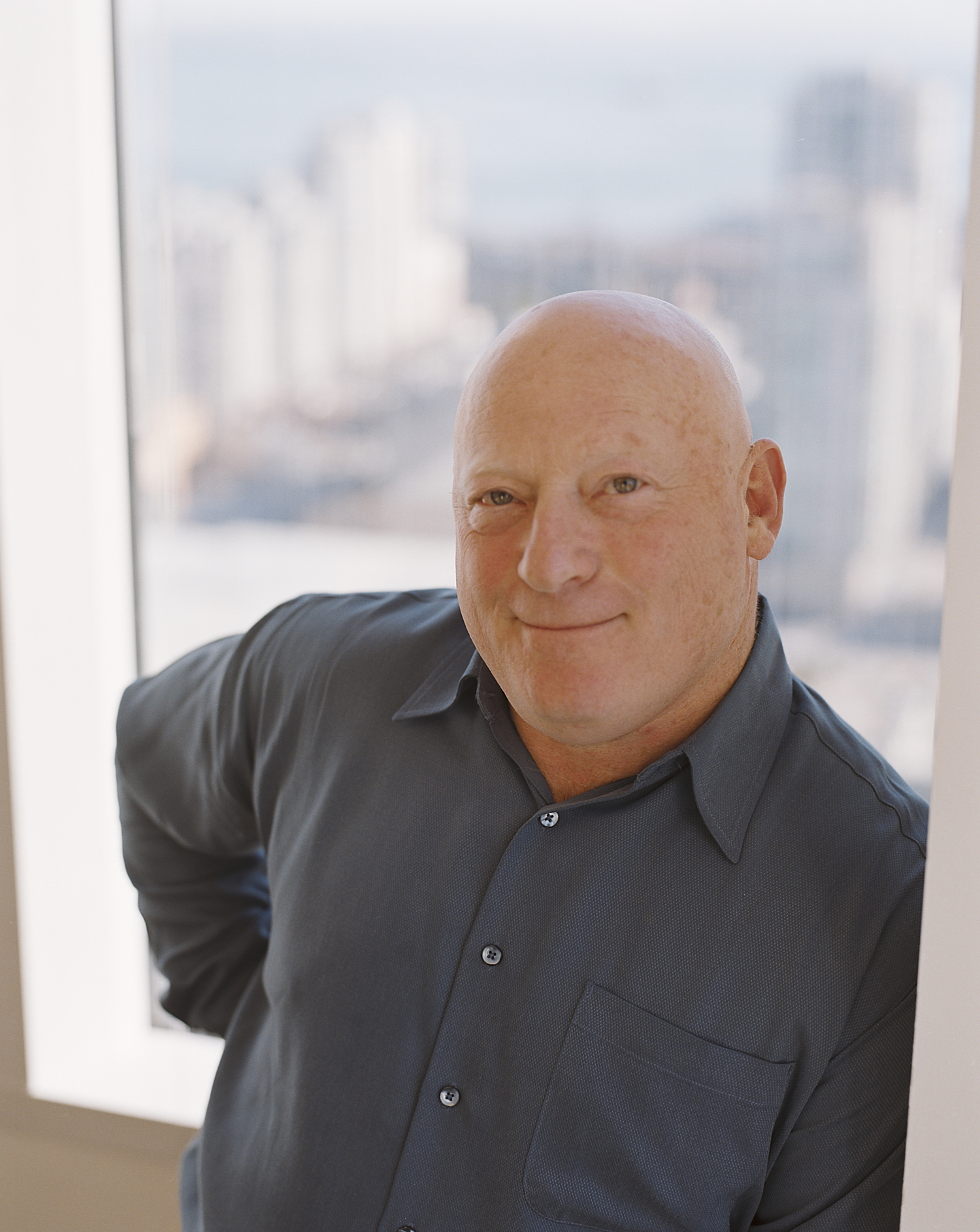
앨런 쿠퍼

앨런 쿠퍼(Alan Cooper, 1952년 6월 3일~ )는 인터렉션 디자인과 소프트웨어 개발 공학 분야의 전문가이다. 특히 "비주얼 베이직의 아버지"로 불리는데 마이크로소프트에서 비주얼 베이직을 개발하고 그래픽 사용자 인터페이스를 구현하기 위한 API 개발환경인 IDE를 개발하고 이용하는데 선구적 역할을 하였다. 그는 또한 "트라이포드"라는 프로그램을 개발하였는데 이후 이 프로그램은 "루비"로 발전하였다.
그는 또한 인터렉션 디자인 프로젝트 개발을 위해 페르소나의 개념을 처음 소개하였다.
1994년에는 마이크로소프트로부터 Window Pioneer Award를, 1998년에는 소프트웨어 비저너리상을 수상했다. 현재는 자신의 회사인 쿠퍼 인터렉션 디자인을 이끌고 있다.

## 저서
- 정신병원에서 뛰쳐나온 디자인,이구형 번역, 안그라픽스, ISBN-13:9788970592206
- 퍼소나로 완성하는 인터렉션 디자인 About Face 3, 앨런 쿠퍼, 로버트 라이만, 데이비드 크로닌 공저, ISBN-13 : 9788960771642

## 같이 보기
- 디자인 싱킹
- 인터랙션 디자인
- 사용자 경험 디자인